# Mary English
Mary Courthope English (Kent, 22 de marzo de 1789 – Cúcuta, 30 de septiembre de 1846), también conocida como Mary Ballard, Mary Greenup o la Belle de Bogotá, fue una aventurera, terrateniente, representante comercial, agricultora y empresaria anglo-colombiana, cuya vida transcurrió principalmente en Colombia.
Su personalidad y conexiones le permitieron ser una representante financiera y política, tanto en Colombia como en Reino Unido. Mary English estuvo en el centro de las relaciones británicas con la recién formada Colombia, durante la primera década de su independencia, hacia los años de 1820, y fue una figura social y cultural destacada entre 1822 y 1826 en la capital colombiana, donde llegó a ser conocida como la Belle de Bogotá.
En sus cartas brindó interesantes perspectivas, tanto sociales como económicas, sobre los primeros años de historia de la flamante Colombia. Entre 1828 y 1846 dirigió con éxito una plantación de cacao, aunque, al ser mujer, legalmente no se encontraba autorizada para hacerlo de acuerdo a las normas de la época.

## Biografía
Mary English nació en 1789 en la población de Faversham, condado de Kent, siendo la segunda de tres hijas del matrimonio entre Joseph Ballard y Ann Ballard. Su padre trabajaba en el puerto cercano como estibador. Mary en su infancia fue alfabetizada, considerándosele de personalidad "carismática", por lo que con el tiempo resúltó ser una persona bien conectada dentro de la sociedad británica de la época. El 11 de septiembre de 1809 contrajo nupcias con James Delaney en la iglesia de Saint George en Hanover Square, Londres, dando a luz en 1810 a su hija Eliza.
En 1815 visitó el lugar de la batalla de Waterloo, poco después de la contienda y, presuntamente, "se probó la bata de Napoleón, razonando sobre la transitoriedad de la grandeza humana [y] reflexionando sobre la escena de devastación".

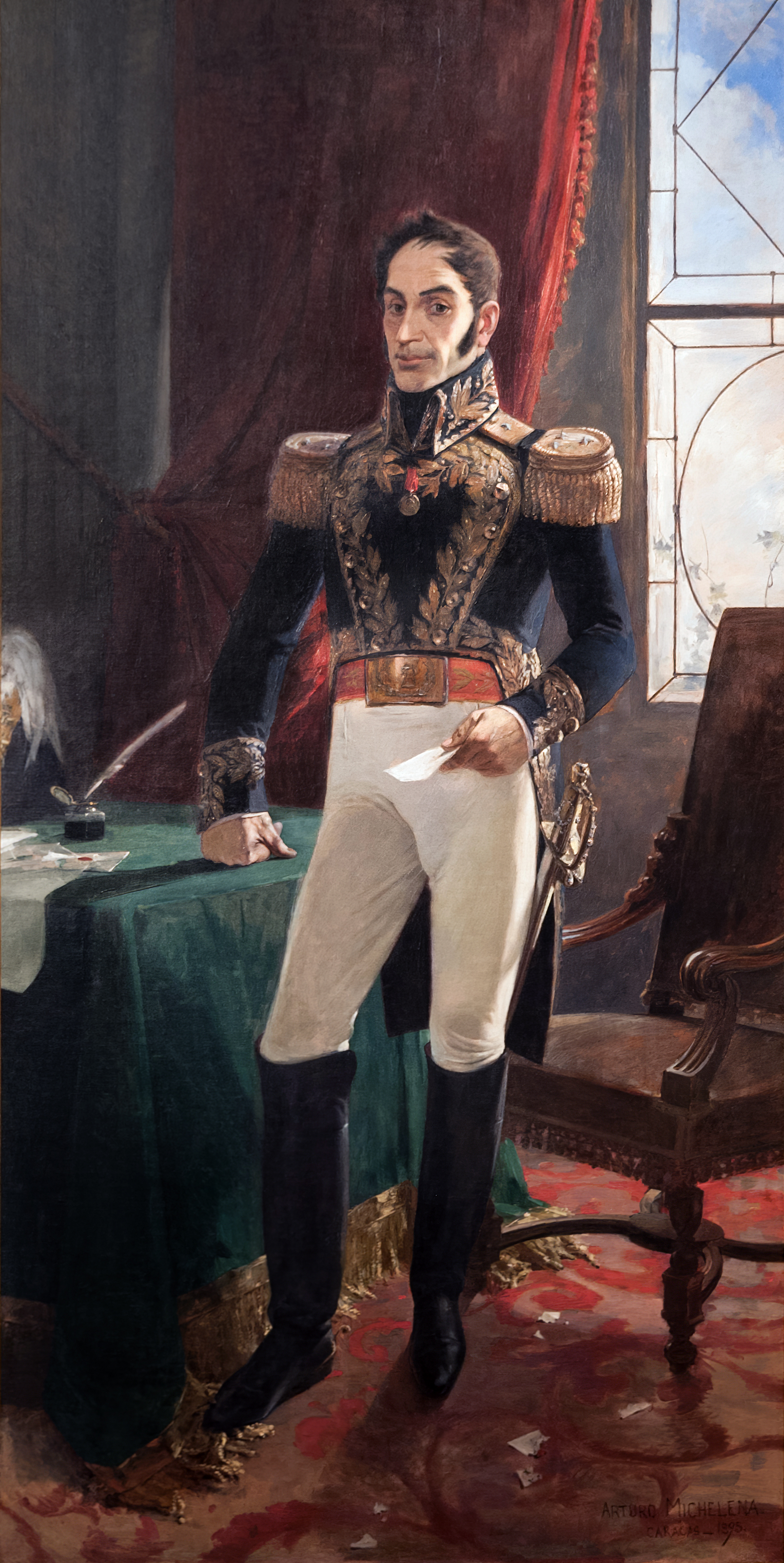
Retrato de Simón Bolívar pintado por Arturo Michelena

Una vez separada de Delaney, se casó con el general James Towers English, el 28 de enero de 1819 en la iglesia de Saint Clement Danes, Londres, viajando luego a lo que hoy es Venezuela, el 7 de febrero de 1819, por lo que dejó a su hija Eliza al cuidado de John Tylden, un banquero de la City de Londres, asociado a varias hazañas de los voluntarios británicos en América del Sur. Este enlace matrimonial benefició especialmente al general English, ya que las relaciones y amistades de su esposa con financistas y estadistas le dieron un buen impulso a su carrera.
Como esposa del general, Mary English desempeñó deberes, tanto ceremoniales como maternales, incluyendo pasar revista a las tropas o atender a los soldados durante los brotes de fiebre amarilla. En tanto sus cartas a Inglaterra proporcionaron buena parte de las noticias colombianas de aquellos días, a periódicos tales como el London Weekly Dispatch y The Morning Chronicle. El general English luchó al mando de Simón Bolívar en las guerras de independencia hispanoamericana, falleciendo en septiembre de 1819. Desde aquel momento su viuda comenzó a trabajar para la empresa Herring and Richardson, una firma financiera británica que se instaló en Colombia entre los años 1819 y 1822. Por su trabajo para la mencionada empresa, Mary recibió la suma de dos mil libras esterlinas (£2000). Mary English vivió en una propiedad del almirante Luis Brión, y a principios de junio de 1820 dio a luz a un niño que nació muerto.
A partir de 1822 se convirtió en una figura financiera destacada de la comunidad británica en Colombia, y una firme defensora de Bolívar. Con muchas ofertas de matrimonio, llegó a ser llamada la Belle de Bogotá (la bella de Bogotá). El 17 de marzo de 1822, Mary se casó con el coronel John Low en un matrimonio de conveniencia, en la población de Maracaibo, donde se encontraban estacionados los voluntarios británicos que aún permanecían en la Gran Colombia. Mary, que había mantenido relaciones con Low por fuera del matrimonio, vio cómo circularon diversos rumores de adulterio que la involucraban  a ella, Delancy y Low, creándose un escándalo político de proporciones en la población de Cúcuta, el cual incluso obligó al general Antonio Nariño y al comandante de la legión irlandesa, el general John Devereux, tener que ir a declarar al propio Congreso de Colombia, con el fin de sofocar los rumores. Mary regresó a Inglaterra ese año 1822, oportunidad en la cual visitó a su hija Eliza.

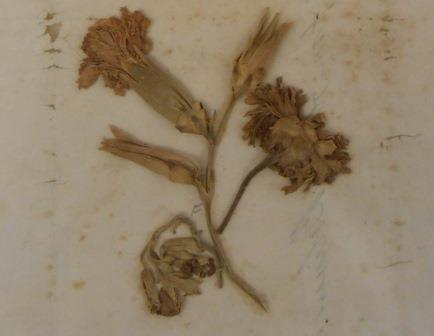
Flores regaladas a Mary English por Simón Bolívar, el 20 de noviembre de 1826

Después de permanecer seis meses en Gran Bretaña, regresó a América como representante colombiana de Herring and Richardson, con nuevos productos para comercializar en Colombia. En la Bogotá del año 1824, Mary English resurgió con fuerza dentro de la escena social de una próspera de ciudad, en aquel momento repleta de inversiones británicas recientemente prometidas, convirtiéndose en una devota asistente política de Simón Bolívar, y como la Belle, se situó en el centro de la ajetreada escena social de la capital. Así, rápidamente se difundieron rumores de que, entre los muchos hombres adecuados que deseaban su mano, se encontraba Bolívar, a quien ella había conocido en 1826. También el plenipotenciario británico en Colombia, Patrick Campbell lo intentó en vano, causando en el camino que su matrimonio fuera abruptamente anulado, en diciembre de 1826.
Finalmente, Mary English se comprometió con el terrateniente William M. Greenup, el 1 de enero de 1827 en Bogotá, y juntos compraron un terreno de considerable dimensiones en San José de Cúcuta para cultivar en él, granos de cacao para su exportación a Europa. Mary ahora con una nueva propiedad que administrar, se retiró de la vida social y se trasladó definitivamente al campo colombiano, mientras Greenup en Inglaterra entre 1828 y 1838, asumiría la tutela de Eliza. William M.Greenup fallecería en 1842. 
Cabe señalar que la comunidad de expatriados británicos llevaba un estilo de vida de auténticos ricos, pero, tras la caída del mercado de valores de Londres de 1825, esas fortunas menguaron. El gobierno británico al comienzo no respaldó, ni al nuevo Estado de Colombia ni siquiera a Bolívar, hasta el año 1826, porque los responsables políticos británicos consideraron que el futuro de este nuevo Estado era demasiado incierto.
En una carta fechada 30 de junio de 1828 Mary English ya adelantaba que: "el resultado es bastante seguro. Bolívar será declarado dictador en todo el país".
Durante su vida, los sucesivos gobiernos no le otorgaron a Mary English la ciudadanía colombiana, debido a que no cumplía con los requisitos de las leyes de la época, especialmente, debido a que era mujer y por consiguiente, no tenía plena capacidad jurídica para poseer tierras. Mary falleció el 30 de septiembre de 1846 en su finca "El Pescadero", a las afueras de Cúcuta. Y como Mary English no era católica, fue sepultada en la vecina hacienda "La Victoria", hoy en día parte de la moderna ciudad de Cúcuta, capital del departamento colombiano de Norte de Santander.